# Eesti Karikas 2022-2023
La Coppa d'Estonia 2022-2023 (in estone Eesti Karikas) è stata la 31ª edizione del torneo, iniziata il 1º giugno 2022 e terminata il 3 giugno 2023. Il Trans Narva ha vinto il trofeo per la terza volta nella sua storia.

## Formula del torneo
La griglia delle partite è stata stilata il 21 maggio 2022, giorno della finale dell'edizione precedente.
Partono direttamente dai sedicesimi di finale Flora Tallinn e Levadia Tallinn, in quanto primo e secondo del campionato 2021, oltre al Paide campione in carica della coppa nazionale. Per il resto, gli accoppiamenti e il turno di ingresso nel torneo sono sorteggiati in modo totalmente casuale e non ci sono teste di serie.
| Turno                | Numero di incontri | Squadre | Entrano a questo turno | Data sorteggio   |
| -------------------- | ------------------ | ------- | --- | ---------------- |
| Primo turno          | 14                 | 75 → 64 | 4 squadre di Meistriliiga 1 squadra di Esiliiga 3 squadre di Esiliiga B 5 squadre di II Liiga 8 squadre di III Liiga 3 squadre di IV Liiga 4 squadre di Rahvaliiga  | 21 maggio 2022   |
| Secondo turno        | 32                 | 64 → 32 | 3 squadre di Meistriliiga 7 squadre di Esiliiga 6 squadre di Esiliiga B 3 squadre di II Liiga 13 squadre di III Liiga 8 squadre di IV Liiga 4 squadre di Rahvaliiga | 21 maggio 2022   |
| Sedicesimi di finale | 16                 | 32 → 16 | 3 squadre di Meistriliiga | 25 luglio 2022   |
| Ottavi di finale     | 8                  | 16 → 8  | – | 18 agosto 2022   |
| Quarti di finale     | 4                  | 8 → 4   | – | 26 febbraio 2023 |
| Semifinali           | 2                  | 4 → 2   | – | 13 aprile 2023   |
| Finale               | 1                  | 2 → 1   | – | -                |

## Squadre partecipanti
Le 10 squadre della Meistriliiga 2022
- 4 al primo turno: Kuressaare, Tammeka Tartu, TJK Legion, Trans Narva.
- 3 al secondo turno: Kalev Tallinn, Kalju Nõmme, Vaprus Pärnu.
- 3 ai sedicesimi di finale: Flora Tallinn, Levadia Tallinn, Paide.

8 delle 10 squadre dell'Esiliiga 2022
- 1 al primo turno: Viimsi.
- 7 al secondo turno: Alliance Ida-Virumaa, Elva, Flora Tallinn U21, Harju Laagri, Nõmme United, Pärnu JK, Tulevik Viljandi.

9 delle 10 squadre dell'Esiliiga B 2022
- 3 al primo turno: Kalev Tartu, Tabasalu, TJK Legion U21.
- 6 al secondo turno: FC Tallinn, Kalev Tallinn U21, Kalju Nõmme U21, Läänemaa, Raplamaa, Welco Tartu.

8 delle 28 squadre di II Liiga 2022
- 5 al primo turno: FCI Tallinn, Flora Tallinn U19, Helios Tartu, Kose, Paide 3.
- 3 al secondo turno: Phoenix Jõhvi, Piraaja Tallinn, Tarvas Rakvere.

21 squadre di III Liiga 2022
- 8 al primo turno: Aliens Maardu, Eston Villa, Loo, Maksatransport, Olympic Tallinn, ReUnited Tallinn, Ulasabat Tabasalu, Vastseliina.
- 13 al secondo turno: FC TransferWise, Jalgpallihaigla, Järva-Jaani, Märjamaa, Poseidon Pärnu, Rumori Calcio, Saku Sporting, Team Helm, Warrior Valga, Wolves Jõgeva, Wolves Tallinn, Zenit Tallinn, Zapoos Tallinn.

11 squadre di IV Liiga 2022
- 3 al primo turno: FCP Pärnu, Poseidon Pärnu II, Wolves Tallinn II.
- 8 al secondo turno: Est Ham United, Kadakas Kernu, Kristiine, Soccernet, Teleios Tallinn, Vändra/Lelle, Vigri Maarjamäe, Wolves Äksi.

8 squadre di Rahvaliiga 2022
- 4 al primo turno: FC Kohvile, JK 32.Keskkool, Puhkus Mehhikos, VHP Tartu.
- 4 al secondo turno: Jager Tallinn, Lääneranna, Mulgi Karksi-Nuia, Saare Latte.

## Primo turno
| Squadra 1        | Risultato   | Squadra 2         |
| ---------------- | ----------- | ----------------- |
| 1º giugno 2022   |             |                   |
| Wolves Tallinn 2 | 0 – 12      | Flora Tallinn U19 |
| 19 giugno 2022   |             |                   |
| FC Kohvile       | 0 – 5       | Paide 3           |
| 22 giugno 2022   |             |                   |
| Trans Narva      | w/o         | Ulasabat Tabasalu |
| Kalev Tartu      | w/o         | Puhkus Mehhikos   |
| Tabasalu         | 26 – 0      | Poseidon Pärnu II |
| 27 giugno 2022   |             |                   |
| ReUnited Tallinn | 3 – 1       | Loo               |
| 29 giugno 2022   |             |                   |
| FCI Tallinn      | 3 – 1       | Eston Villa       |
| 30 giugno 2022   |             |                   |
| Olympic Tallinn  | 5 – 4 (dts) | Aliens Maardu     |
| 3 luglio 2022    |             |                   |
| Helios Tartu     | w/o         | JK 32.Keskkool    |
| 8 luglio 2022    |             |                   |
| Kuressaare       | 1 – 0       | Viimsi            |
| TJK Legion U21   | 10 – 1      | VHP Tartu         |
| FCP Pärnu        | 0 – 3       | Maksatransport    |
| 9 luglio 2022    |             |                   |
| Vastseliina      | 0 – 14      | TJK Legion        |
| Tammeka Tartu    | 8 – 0       | Kose              |

## Secondo turno
| Squadra 1            | Risultato       | Squadra 2         |
| -------------------- | --------------- | ----------------- |
| 22 giugno 2022       |                 |                   |
| Rumori Calcio        | 0 – 8           | Kalev Tallinn     |
| 29 giugno 2022       |                 |                   |
| Soccernet            | w/o             | Wolves Jõgeva     |
| Zenit Tallinn        | 5 – 3           | Poseidon Pärnu    |
| 5 luglio 2022        |                 |                   |
| Märjamaa             | 0 – 7           | Team Helm         |
| 8 luglio 2022        |                 |                   |
| Pärnu JK             | 9 – 0           | Viigri Maarjamäe  |
| 9 luglio 2022        |                 |                   |
| Mulgi Karksi-Nuia    | w/o             | FC Tallinn        |
| Alliance Ida-Virumaa | 1 – 6           | Kalev Tallinn U21 |
| Nõmme United         | 3 – 0           | Läänemaa          |
| Warrior Valga        | 0 – 6           | Elva              |
| Harju Laagri         | 29 – 0          | Est Ham United    |
| 10 luglio 2022       |                 |                   |
| Jalgpallihaigla      | 0 – 23          | Kalju Nõmme       |
| 15 luglio 2022       |                 |                   |
| Kalju Nõmme U21      | 9 – 0           | Teleios Tallinn   |
| 22 luglio 2022       |                 |                   |
| Flora Tallinn U21    | 13 – 0          | Järva-Jaani       |
| 23 luglio 2022       |                 |                   |
| FC TransferWise      | 0 – 18          | Tammeka Tartu     |
| Kalev Tartu          | 11 – 0          | Jager Tallinn     |
| Piraaja Tallinn      | w/o             | Flora Tallinn U19 |
| 24 luglio 2022       |                 |                   |
| Kristiine            | 2 – 3           | Lääneranna        |
| Tabasalu             | 3 – 1           | Welco Tartu       |
| 25 luglio 2022       |                 |                   |
| Kuressaare           | 1 – 1 (4-3 dtr) | Vaprus Pärnu      |
| 26 luglio 2022       |                 |                   |
| Wolves Äksi          | 2 – 3           | FCI Tallinn       |
| Helios Tartu         | 0 – 9           | Trans Narva       |
| 27 luglio 2022       |                 |                   |
| Saku Sporting        | 0 – 2           | Tarvas Rakvere    |
| Zapoos Tallinn       | 2 – 1           | Raplamaa          |
| 3 agosto 2022        |                 |                   |
| TJK Legion           | 13 – 0          | Kernu Kadakas     |
| 9 agosto 2022        |                 |                   |
| ReUnited Tallinn     | 4 – 2           | TJK Legion U21    |
| 10 agosto 2022       |                 |                   |
| Paide 3              | 4 – 4 (5-6 dtr) | Phoenix Jõhvi     |
| 11 agosto 2022       |                 |                   |
| Tulevik Viljandi     | 4 – 1           | Vändra/Lelle      |
| 16 agosto 2022       |                 |                   |
| Olympic Tallinn      | 3 – 0           | Saare Latte       |
| Wolves Tallinn       | 0 – 10          | Maksatransport    |

## Sedicesimi di finale
| Squadra 1         | Risultato   | Squadra 2         |
| ----------------- | ----------- | ----------------- |
| 16 agosto 2022    |             |                   |
| Kalev Tallinn     | 15 – 0      | Soccernet         |
| Tammeka Tartu     | 8 – 0       | Pärnu JK          |
| 17 agosto 2022    |             |                   |
| Trans Narva       | 5 – 0       | FCI Tallinn       |
| Kuressaare        | w/o         | Lääneranna        |
| Flora Tallinn     | 6 – 0       | TJK Legion        |
| 18 agosto 2022    |             |                   |
| Kalju Nõmme       | 2 – 0       | Levadia Tallinn   |
| FC Tallinn        | 4 – 1       | Flora Tallinn U21 |
| 24 agosto 2022    |             |                   |
| Elva              | w/o         | Kalju Nõmme U21   |
| Zenit Tallinn     | 1 – 6       | Tulevik Viljandi  |
| 25 agosto 2022    |             |                   |
| Team Helm         | 1 – 4       | Tarvas Rakvere    |
| Kalev Tallinn U21 | 6 – 2       | Maksatransport    |
| 14 settembre 2022 |             |                   |
| Harju Laagri      | 13 – 1      | Zapoos Tallinn    |
| Olympic Tallinn   | 0 – 5       | Tabasalu          |
| Phoenix Jõhvi     | w/o         | ReUnited Tallinn  |
| 21 settembre 2022 |             |                   |
| Kalev Tartu       | 2 – 0 (dts) | Flora Tallinn U19 |
| 19 ottobre 2022   |             |                   |
| Nõmme United      | 0 – 4       | Paide             |

## Ottavi di finale
| Squadra 1        | Risultato | Squadra 2         |
| ---------------- | --------- | ----------------- |
| 11 ottobre 2022  |           |                   |
| Trans Narva      | 2 – 1     | Kalev Tallinn     |
| 12 ottobre 2022  |           |                   |
| Flora Tallinn    | 6 – 0     | Elva              |
| 18 ottobre 2022  |           |                   |
| Tammeka Tartu    | 5 – 2     | Harju Laagri      |
| 19 ottobre 2022  |           |                   |
| Tabasalu         | 1 – 0     | Kalju Nõmme       |
| Tulevik Viljandi | 0 – 2     | FC Tallinn        |
| Phoenix Jõhvi    | 1 – 0     | Tarvas Rakvere    |
| Kuressaare       | 5 – 2     | Kalev Tartu       |
| 9 novembre 2022  |           |                   |
| Paide            | 11 – 1    | Kalev Tallinn U21 |

## Quarti di finale
| Squadra 1      | Risultato       | Squadra 2     |
| -------------- | --------------- | ------------- |
| 11 aprile 2023 |                 |               |
| Phoenix Jõhvi  | 1 – 6           | Tammeka Tartu |
| Kuressaare     | 1 – 1 (3-5 dtr) | Flora Tallinn |
| 12 aprile 2023 |                 |               |
| Tabasalu       | 2 – 1           | FC Tallinn    |
| Trans Narva    | 0 – 0 (4-3 dtr) | Paide         |

## Semifinali
| Squadra 1      | Risultato | Squadra 2     |
| -------------- | --------- | ------------- |
| 10 maggio 2023 |           |               |
| Flora Tallinn  | 1 – 0     | Tammeka Tartu |
| 11 maggio 2023 |           |               |
| Tabasalu       | 0 – 1     | Trans Narva   |

## Finale
| Arbitro: | Kristo Tohver |

|               |           |                      |
| Mihhailov 72’ | Marcatori | 54’ Marković 81’ Kim |